# 6512-es mellékút (Magyarország)
A 6512-es számú mellékút egy közel tíz kilométer hosszú, négy számjegyű mellékút Somogy vármegye és Tolna vármegye határvidékén.

## Nyomvonala
A 61-es főútból ágazik ki, annak 101+400-as kilométerszelvénye után, a Somogy vármegye Kaposvári járásához tartozó Nagyberki központjában. Dél felé indul, Kossuth Lajos utca néven, majd 900 méter után keresztezi a MÁV 41-es számú Dombóvár–Gyékényes-vasútvonalát, Nagyberki megállóhely északkeleti szélénél. Onnan már a Dózsa György utca nevet viseli, és 1,3 kilométer után lép ki a község belterületéről. Néhány méterrel a második kilométere előtt keresztezi a Kapost, elhalad Kisberki településrész mellett és egyúttal keletebbi irányt vesz.
4,3 kilométer után éri el Szabadi határát, egy darabig a két község határvonalát követi, majd 4,9 kilométer után elhalad Nagyberki, Szabadi és Kercseliget hármashatára mellett; innen a két utóbbi település határvonalát kíséri. 5,9 kilométer után egy kisebb irányváltással teljesen kercseligeti területre ér, a község házait 6,6 kilométer után éri el. Fő utca néven halad eleinte déli irányban, így halad el a Maár-kastély mellett, majd 7,5 keletnek fordul, és a Petőfi Sándor utca nevet veszi fel. Így lép ki a község házai közül is, 7,9 kilométer után.
A 8+750-es kilométerszelvénye táján lép át Somogyból és a Kaposvári járásból Tolna vármegyébe, ezen belül a Dombóvári járásba, a megye délnyugati csücskében elhelyezkedő Jágónak területére. 9,6 kilométer után ér a község házai közé, majd ott, a központban rögtön véget is ér, egy körforgalomba érkezve, a 6519-es útba beletorkollva, annak 4+200-as kilométerszelvénye közelében.
Teljes hossza, az országos közutak térképes nyilvántartását szolgáló kira.gov.hu adatbázisa szerint 9,823 kilométer.